# Neuburgo do Reno
Neuburgo do Reno ou Neoburgo do Reno (em alemão: Neuburg am Rhein) é um município da Alemanha localizado no distrito de Germersheim, estado da Renânia-Palatinado.
Pertence ao Verbandsgemeinde de Hagenbach.